# Rancy
Rancy é uma comuna francesa na região administrativa de Borgonha-Franco-Condado, no departamento Saône-et-Loire. Estende-se por uma área de 5,77 km². Em 2010 a comuna tinha 585 habitantes (densidade: 101,4 hab./km²).